# Seixo (Mira)
Seixo is een plaats (freguesia) in de Portugese gemeente Mira en telt 1339 inwoners (2001).